# Viswanatham
Viswanatham é uma panchayat (vila) no distrito de Virudhunagar, no estado indiano de Tamil Nadu.

## Demografia
Segundo o censo de 2001, Viswanatham tinha uma população de 22,121 habitantes. Os indivíduos do sexo masculino constituem 50% da população e os do sexo feminino 50%. Viswanatham tem uma taxa de literacia de 60%, superior à média nacional de 59.5%: a literacia no sexo masculino é de 69% e no sexo feminino é de 51%. Em Viswanatham, 15% da população está abaixo dos 6 anos de idade.